# Szermierka na Letnich Igrzyskach Olimpijskich 1912 – szpada drużynowo mężczyzn
Drużynowy turniej szpadzistów był jedną z pięciu konkurencji szermierskich rozgrywanych podczas V Letnich Igrzysk Olimpijskich w Sztokholmie w 1912 roku. Zawody odbyły się w dniach 9–10 lipca 1912 r. w Östermalm Sporting Grounds. Złoty medal zdobyła reprezentacja Belgii.
Belgowie zdominowali turniej korzystając z absencji zawodników francuskich i włoskich. Ich ekipa, prowadzona przez złotego medalistę w turnieju indywidualnym, Paula Anspacha, przegrała jedynie jeden mecz, ulegając drużynie szwedzkiej w rundzie półfinałowej. Dodatkowo Belgowie zostali nagrodzeni pucharem Challenge Trophy for the Team Épée, ufundowanym na poprzednich igrzyskach przez zawodników brytyjskich.

## Składy drużyn
| Belgia: - Henri Anspach - Gaston Salmon - Jacques Ochs - Paul Anspach - Robert Hennet - Victor Willems Cesarstwo Niemieckie: - Friedrich Schwarz - Hermann Plaskuda - Emil Schön - Heinrich Ziegler Dania: - Ejnar Levison - Hans Olsen - Ivan Osiier - Lauritz Christian Østrup Grecja: - Sotirios Notaris - Petros Manos - Konstandinos Kodzias - Jeorjos Wersis - Trifon Triandafilakos - Jeorjos Petropulos - Panajotis Kambas | Holandia: - Jetze Doorman - Adrianus de Jong - Willem van Blijenburgh - Leonardus Nardus - George van Rossem Królestwo Czech: - Vilém Goppold Jr. - Vilém Goppold von Lobsdorf - Josef Pfeiffer - František Kříž Norwegia: - Hans Bergsland - Severin Finne - Lars Aas - Christopher von Tangen Rosja: - Pawieł Guworski - Aleksandr Sołdatienkow - Władimir Kajzer - Władimir Sarnawski - Gawriił Bertrain - Lew Martiuszew - Dmitrij Kniażewicz | Stany Zjednoczone: - Albertson Van Zo Post - George Breed - John MacLaughlin - Scott Breckinridge - Sherman Hall - William Bowman Szwecja: - Einar Sörensen - Louis Sparre - Gustaf Lindblom - Georg Branting - Eric Carlberg - Pontus von Rosen Wielka Brytania: - Arthur Everitt - Edgar Seligman - Martin Holt - Percival Davson - Robert Montgomerie - Sydney Martineau |

## Wyniki

### Eliminacje
| Grupa A | Grupa A              | Grupa A | Grupa A   | Grupa A |
| Miejsce | Drużyna              | Wygrane | Przegrane | Uwagi   |
| ------- | -------------------- | ------- | --------- | ------- |
| 1       | Cesarstwo Niemieckie | —       | —         | Q       |
| 1       | Holandia             | —       | —         | Q       |
| Grupa B |                      |         |           |         |
| Miejsce | Drużyna              | Wygrane | Przegrane | Uwagi   |
| 1       | Belgia               | 1       | 0         | Q       |
| 1       | Wielka Brytania      | 1       | 0         | Q       |
| 3       | Rosja                | 0       | 2         |         |
| Grupa C |                      |         |           |         |
| Miejsce | Drużyna              | Wygrane | Przegrane | Uwagi   |
| 1       | Królestwo Czech      | 1       | 0         | Q       |
| 1       | Szwecja              | 1       | 0         | Q       |
| 3       | Norwegia             | 0       | 2         |         |
| Grupa D |                      |         |           |         |
| Miejsce | Drużyna              | Wygrane | Przegrane | Uwagi   |
| 1       | Dania                | 2       | 0         | Q       |
| 2       | Grecja               | 1       | 1         | Q       |
| 3       | Stany Zjednoczone    | 0       | 2         |         |

### Półfinały
| Grupa A | Grupa A              | Grupa A | Grupa A   | Grupa A |
| Miejsce | Drużyna              | Wygrane | Przegrane | Uwagi   |
| ------- | -------------------- | ------- | --------- | ------- |
| 1       | Holandia             | 3       | 0         | Q       |
| 2       | Wielka Brytania      | 2       | 1         | Q       |
| 3       | Dania                | 1       | 2         |         |
| 4       | Królestwo Czech      | 0       | 3         |         |
| Grupa B |                      |         |           |         |
| Miejsce | Drużyna              | Wygrane | Przegrane | Uwagi   |
| 1       | Szwecja              | 3       | 0         | Q       |
| 2       | Belgia               | 2       | 1         | Q       |
| 3       | Grecja               | 1       | 2         |         |
| 4       | Cesarstwo Niemieckie | 0       | 3         |         |

### Finał
| Finał   | Finał           | Finał   | Finał     | Finał                | Finał                  |
| Miejsce | Reprezentacja   | Wygrane | Przegrane | Wygrane indywidualne | Przegrane indywidualne |
| ------- | --------------- | ------- | --------- | -------------------- | ---------------------- |
| złoto   | Belgia          | 3       | 0         | 32                   | 21                     |
| srebro  | Wielka Brytania | 1       | 2         | 26                   | 28                     |
| brąz    | Holandia        | 1       | 2         | 28                   | 30                     |
| 4       | Szwecja         | 1       | 2         | 25                   | 32                     |